# Железный купол

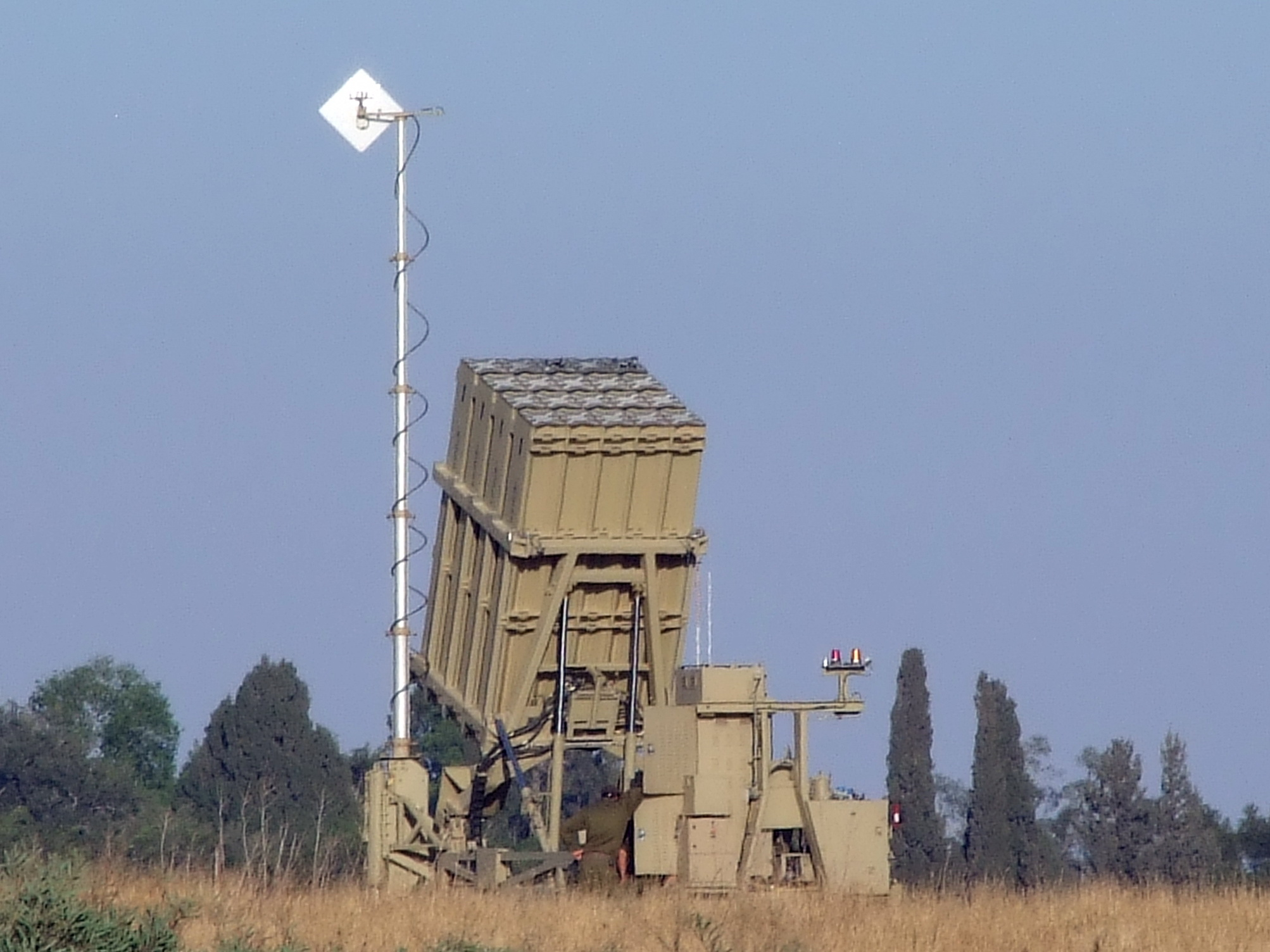
Пусковая установка. Окрестности Сдерота, июнь 2011

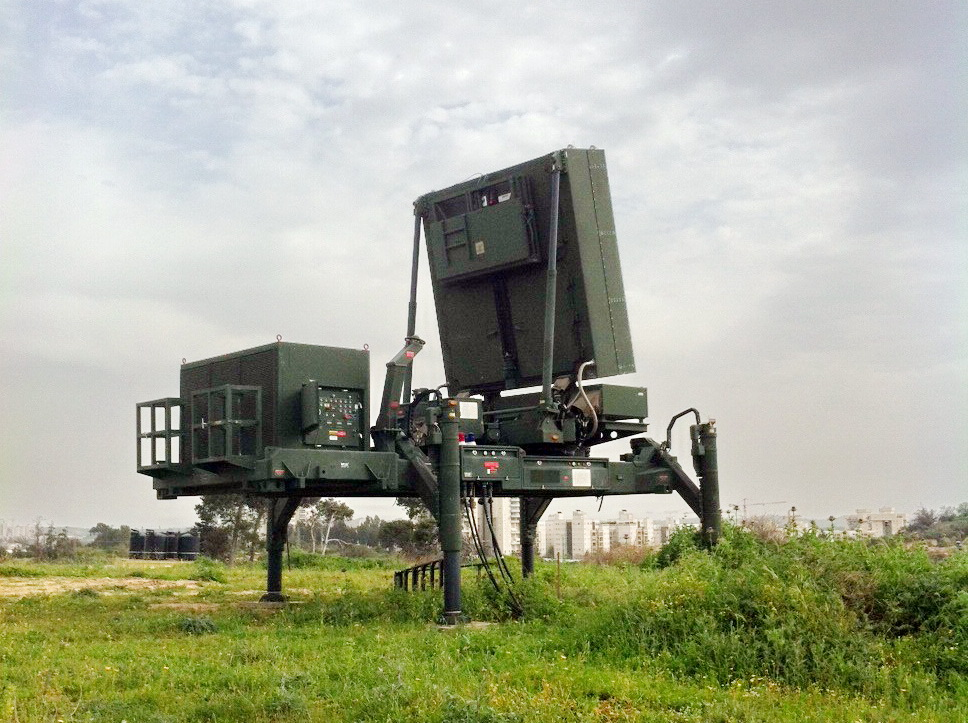
Антенна радиолокационной станции батареи

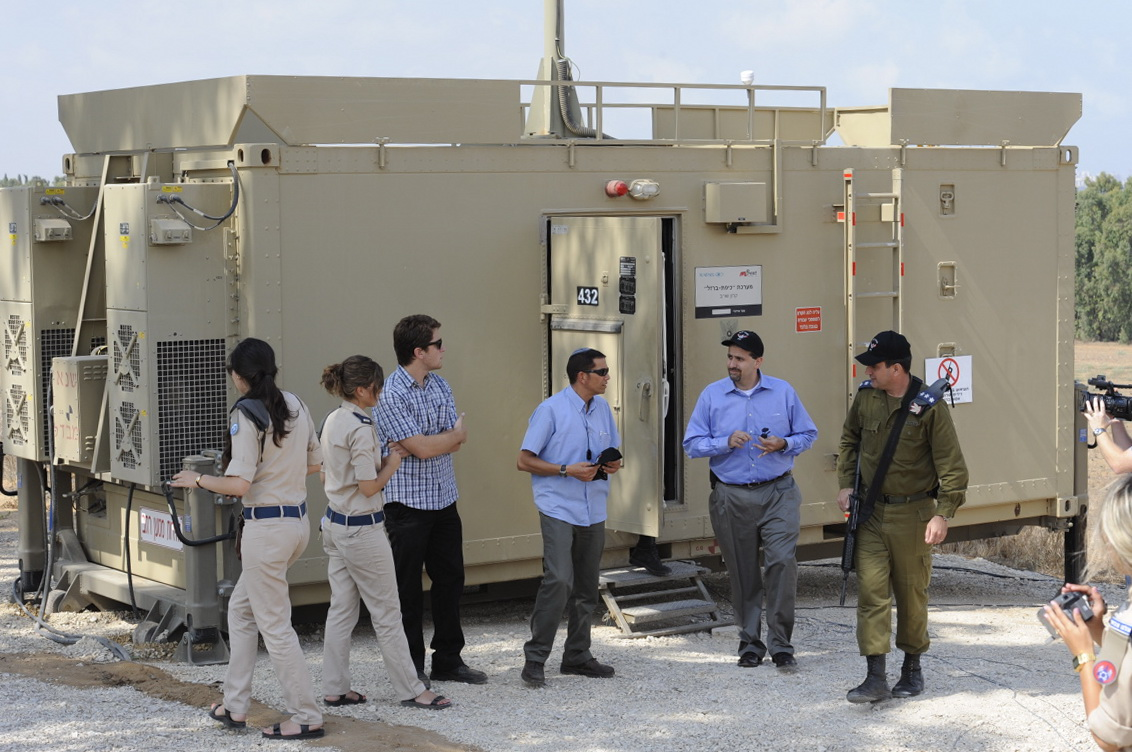
Центр управления батареей

«Желе́зный купол» (ивр. כיפת ברזל‎ — Кипа́т барзе́ль) — тактическая система противоракетной обороны, предназначенная для защиты от неуправляемых тактических ракет, а также снарядов и миномётных мин с дальностью полёта от 4 до 70 километров.
Система включает четыре компонента: систему обнаружения ракет, радар, противоракетную систему, средство связи и систему перехвата. «Железный купол» был разработан и производится компанией Rafael, компания ELTA Systems делает радары, а mPrest разрабатывает систему управления и контроля.
Боевые испытания были завершены в июле 2010 года, первая батарея встала на боевое дежурство в марте 2011 года. К концу 2014 года батареями «Железного купола» успешно сбито 1200 ракет. На 2021 год боевое дежурство в Израиле несли как минимум 10 батарей по 3 пусковых установки в каждой. 
К 2024 году система «Железный купол» стала самой проверенной в боевых условиях системой ПВО в мире, учитывая её многолетнее и систематическое боевое использование.

## Угроза
В 1990-е годы ливанская группировка Хезболла, которая базируется вблизи северной границы Израиля, начала обстрелы ракетами ближнего радиуса действия израильские населенные пункты и объекты Армии обороны Израиля. Во время Второй ливанской войны 2006 года Хезболла выпустила по Израилю около 4000 ракет. 250 тысяч человек были вынужены эвакуироваться и около миллиона находились в бомбоубежищах.
С 2000 по 2008 год из Газы ХАМАС и союзные с ним группировки выпустили по Израилю примерно 4000 ракет типа Кассам и столько же  миномётных мин. Почти миллион израильтян, проживающих на юге, находились в пределах досягаемости ракет, что превратилось серьёзную угрозу для безопасности страны и её жителей.

## Разработка
3 августа 2005 года глава Администрации по исследованию, разработке вооружений и технологической инфраструктуры (МАФАТ) Министерства обороны Израиля и Армии обороны Израиля бригадный генерал доктор Дани Гольд принял решение по программе «Железный купол», которая будет включать исследования и демонстрацию возможностей системы перехвата ракет наземного базирования, атакующих территорию Израиля.
В феврале 2006 года был подготовлен документ для осуществления исследования и демонстрации возможностей по перехвату таких ракет.
27 августа 2006 года министр обороны Амир Перец резюмировал, что «Железный купол» — это «наиболее важный проект в данный момент, и поэтому нужно взвесить возможность определения программы развития как „чрезвычайная программа“ и ускорить её насколько возможно».
12 ноября 2006 года управление исследований и разработок министерства обороны Израиля поручило компании Rafael начать полномасштабную разработку проекта.
1 декабря 2006 года Амир Перец принял решение, что противодействие ракетам малой дальности обязательно и необходимо, и этот ответ — «Железный купол», и для него требуются внешние источники финансирования.
1 февраля 2007 года комиссия во главе с Яаковом Нагелем, представила Амиру Перецу рекомендации предпочесть «Железный купол» системе «Наутилус», и 4 февраля предложение было представлено премьер-министру Эхуду Ольмерту, который решил, что «понятно, что Железный купол — вещь неизбежная» и «мы не можем откладывать её разработку».
В апреле 2007 года компания «Рафаэль» и министерство обороны подписали договор на разработку и производство системы «Железный купол».
4 июня 2007 года начальник генерального штаба ЦАХАЛа, Габи Ашкенази принял решение не запускать этот проект, пока не будут найдены средства для его финансирования.
3 июля 2007 года министр обороны Эхуд Барак утвердил разработку системы «Железный купол».
В сентябре 2007 года Габи Ашкенази принял решение о поставках в армию Израиля системы «Железный купол».
23 декабря 2007 года министерская комиссия по вопросам национальной безопасности утвердила проект «Железный купол».
1 января 2008 года запущена разработка проекта системы ПРО «Железный купол».

### Испытания
В январе 2007 года боеголовка перехватчика успешно уничтожила ракету Кассам и 122-миллиметровый реактивный снаряд системы «Град».
25 марта 2009 года система успешно прошла контрольные испытания, и вероятным первым местом её базирования назывался город Сдерот.
В 2009 году было объявлено, что Армия обороны Израиля сформирует дивизион в рамках ПВО для освоения системы «Железный купол». Предполагалось, что вначале система будет развёрнута вдоль границы с Газой, а затем также и на ливанской границе.
Первоначально сроком принятия на вооружение должен был стать 2011 год, но из-за обстрелов территории Израиля ракетами «Кассам» и «Град» предпринимались попытки ускорить ввод системы в эксплуатацию (до середины 2009 года говорилось о возможном принятии на вооружении в 2009 году, затем — в 2010 году). Значительно ускорить начало использования «Железного купола» не удалось, первая батарея встала на боевое дежурство лишь в марте 2011 года.
В феврале 2017 года управление «Хома» министерства обороны Израиля и оборонный концерн Rafael провели серию испытаний «Железного купола» после его очередной модернизации. Впервые вместе с системой были испытаны противоракеты «Тамир», на которых стоит оборудование совместного израильского и американского производства. Кроме того, в ходе испытаний была проверена способность «Железного купола» осуществлять перехват различного рода ракет, запускаемых одновременно или с небольшим интервалом из разных точек. Испытания признаны успешными.
В августе 2021 президент США Джо Байден заявил премьер-министру Израиля Нафтали Беннету, что США готовы поставлять Израилю ракеты для системы ПВО «Железный купол».

## Боевое применение
Два первых комплекса были развёрнуты в марте—апреле 2011 года под Ашкелоном и Беэр-Шевой для защиты от ракет из сектора Газа. В ходе обстрелов территории Израиля из сектора Газа в апреле 2011 года с помощью системы были сбиты 8 ракет «Град» из 8, запущенных по прикрываемым системой городам. Третий комплекс был развёрнут под Ашдодом в августе 2011 года.
В течение августа 2011 года территория Израиля неоднократно подвергалась обстрелам со стороны сектора Газа. Террористами было проведено 82 обстрела 144 ракетами (в том числе залповые — до 7 ракет одновременно). Не менее 20 ракет сбиты системой ПРО. При этом 1 человек был убит, 24 — ранены.
Всего за 2011 год совершено 229 обстрелов, 386 ракет, итог: трое погибших, 38 раненых, 34 ракеты были сбиты системой ПРО.
В марте 2012 года система вновь доказала свою эффективность в течение серии обстрелов территории Израиля из сектора Газа ракетами класса «Град» и «Кассам». По состоянию на 12 марта 2012 года, с начала 2012 года совершено 85 обстрелов, 185 ракет. Пятеро раненых. 61 ракета сбита системой ПРО. По оценке ВВС АОИ, на 12 марта «система ПВО „Железный купол“ за трое с лишним суток ракетных обстрелов перехватила 85 % ракет, которые могли попасть в населённые пункты».
Всего за первый год работы (к апрелю 2012 года) система перехватила 93 ракеты.
В ходе операции «Облачный столп» в ноябре 2012 года системой была перехвачена 421 ракета, выпущенная по территории Израиля из сектора Газа. Процент успешно перехваченных целей оценивается в 85 %.
В ночь с 12 на 13 августа 2013 года системой была перехвачена одиночная ракета, выпущенная по курортному городу Эйлат.
В ночь с 10 на 11 мая 2021 года система перехватила около 200 ракет, выпущенных по Израилю из сектора Газа. Израиль оценил количество успешно перехваченных целей в 90 %. По данным пресс-службы Армии обороны Израиля с 19:00 17 мая до 7:00 18 мая были зафиксированы пуски по жилым районам Израиля примерно 90 ракет из сектора Газа, из которых примерно 22 % упали на территории сектора, а остальные перехватила система ПРО «Железный купол».
В первые часы вторжения ХАМАС в Израиль 7 октября 2023 года ХАМАС выпустил, по разным оценкам, от 2500 до 5000 ракет из сектора Газа по израильской территории. Большинство из них были перехвачены «Железным куполом» или упали на открытой местности, пять человек погибли от попадания ракет в незащищённые «Железным куполом» населённые пункты. После начала войны батареи «Железный купол» были развёрнуты по всей стране, в том числе на севере и в центре. ХАМАС, «Исламский джихад» и «Хезболла» ежедневно запускали ракеты по различным населённым пунктам Израиля. Большая часть обстрелов была перехвачена «Железным куполом», но несколько ракет попали в здания в городах и причинили ранения и ущерб имуществу.

## Состав батареи
- Многоцелевая радиолокационная станция (РЛС) EL/M-2084 компании ELTA Systems[28]. Предназначена для точной идентификации цели и определения траектории её полёта. Поскольку около 75 % ракет «Кассам» не попадают в цель, РЛС проводит вычисление траектории и не выдаёт команду на перехват, если, согласно расчётам, ракета упадёт в ненаселённый район. Это позволяет существенно снизить финансовые затраты на использование «Железного купола».
- Центр управления огнём. Время от момента обнаружения цели до запуска ракеты-перехватчика: несколько секунд.[29]
- Три пусковые установки с 20-ю ракетами-перехватчиками «Тамир». Длина ракеты: 3 м, диаметр: 160 мм, масса: 90 кг[28]. Боеголовка имеет неконтактный взрыватель.

Цена одной батареи составляет, по разным оценкам, от 50 до 170 млн долларов.

## Характеристики
Ракета «Тами́р» (ивр. טמי"ר‎)
- Длина — 3 м
- Диаметр — 160 мм
- Масса — 90 кг
- Дальность — 150 км
- Система наведения — активная радиолокационная[33][34]. Ракета выходит на цель по командам, полученными от радара, который расположен на самой ракете.
- Стоимость — от 40 до 80 тыс. долл. США и более, в зависимости от функционала[35].

Имеется анонимная информация о потенциальных планах увеличения дальности до 250 км.
Rafael сообщает о том, что система «Железный купол» может сбивать самолёты на высоте до 10 км.

## Эффективность
На 2012 год каждый пуск ракеты Железного Купола обходился в 30—40 тыс. долларов США (в 2023 году стоимость одной ракеты может изменяться в диапазоне от $40 тыс. до $80 тыс. и более). Но экономическая эффективность системы заключается в том, что ранее, при попадании ракеты в жилой квартал, государство выплачивало не менее одного миллиона шекелей (около 250 000 долл.) компенсации городу и его жителям.
По данным Минобороны Израиля за 2012 год — за восемь дней 5 батарей перехватили 420 ракет, причём 80 были пропущены комплексом.
Согласно интервью полковника израильской армии «Ц.», главы проекта «Железный купол», данному газете «Едиот Ахронот», во время Второй ливанской войны по Израилю было выпущено около 4000 ракет, 1000 из которых попали в населённые пункты. Во время войны только прямой ущерб составил 1,5 миллиарда долларов; использование «Железного купола» обошлось бы в 50—100 миллионов долларов. То же самое можно увидеть и на примере операции «Литой свинец». Таким образом, при длительном конфликте затраты на ракеты составляют всего 3—7 % от стоимости возможного ущерба.
19 марта 2013 года журнал Time, ссылаясь на разработчиков «Железного купола», сообщил, что Израилю удалось значительно снизить цену ракет-перехватчиков — до нескольких тысяч долларов. Основное удешевление достигнуто за счёт датчиков ракеты, уменьшение стоимости которых компенсируется информацией, полученной от радаров с земли. Радары передают информацию ракете-перехватчику, и только когда она сблизилась с целью, включается её собственная система перехвата.
Согласно данным компании Rafael (август 2011), по результатам применения системы в боевых условиях, «Железный купол» способен перехватывать цели с вероятностью выше 90 %. Система способна обнаруживать угрозу в 100 % случаев, но комплексу не всегда удавалось уничтожать несколько одновременно запущенных снарядов. Представители Rafael объясняли это недостаточным количеством батарей «Железный купол» у Израиля (два комплекса во время боевого применения).
Однако, в начале марта 2013 года во многих международных СМИ было приведено мнение профессора MIT Теодора Постола и израильского исследователя, доктора Мордехая Шефера, а также доктора Реувена Педацура (комментатор по вопросам безопасности в газете «Гаарец» и радио «Галей Цахаль», руководитель центра стратегического диалога в академическом колледже Нетании), согласно которому эффективность «Железного купола» существенно ниже и не превышает 5 %. Следует отметить, что доктором Шефером была предложена конкурентная система «Паамон» (ивр. פעמון‎ — колокол), которая не была принята, и предпочтение было отдано «Железному куполу».
По мнению же Узи Рубина, основателя израильской организации по ракетной защите, не участвовавшего в проекте «Железный купол», и Ифтаха Шапира, ведущего исследователя израильского Института изучения национальной безопасности, доводы Т. Постола и других критиков системы — несостоятельны.
12 апреля 2013 года, в интервью газете «Хаарец», начальник Администрации по исследованию и разработке вооружений и технологической инфраструктуры Министерства обороны Израиля бригадный генерал Офир Шохам опроверг утверждения Т. Постола (в том числе о том, что Израиль ввёл в заблуждение США), назвав их необоснованными. По его словам, «случаи успешного перехвата были документированы и сняты и в тестах, и в оперативном использовании системы. Вся программа [Iron Dome] находится под пристальным контролем администрации США. Никаких трудностей с Пентагоном [после упомянутой серии статей] не возникло, и мы не получили от них какого-либо запроса по этому поводу». Он сообщил о том, что Минобороны рассматривает возможность предоставления дополнительной информации внешним экспертам, но отверг возможность публикации дополнительных данных или клипов с целью предотвращения помощи противнику в обнаружении уязвимых мест системы, и в соответственном уменьшении эффективности перехвата ракет. По его словам: «Мы не знали, сможем ли достичь того же уровня, как в тестовых испытаниях, но мы, безусловно, довольны достижением 84 % перехвата, который смогли записать на свой счёт во время операции» (имеется в виду операция «Облачный столп»).
Военный репортёр Марк Томпсон писал, что «отсутствие жертв среди израильтян предполагает, что „Железный купол“ является наиболее эффективной, наиболее успешной и наиболее проверенной системой ПРО, которую мир когда-либо видел».
Во время операции «Нерушимая скала» (лето 2014) вновь стали появляться публикации, утверждающие, что эффективность системы не превышает 5 % (как правило, ссылающиеся на Теодора Постола). По официальным же заявлениям АОИ, система «Железный купол» перехватила/поразила не меньше 87—90 % от заданных целей. В течение 50 дней с момента начала конфликта система «Железный купол» успешно перехватила 735 ракет, и не смогла перехватить только 70 ракет, требовавших перехвата в зонах, защищаемых батареями «Железного купола». Общее число ракет и миномётных снарядов, выпущенных по территории Израиля из сектора Газа — 4594. Один мирный житель был убит в зоне защиты системы; трое гражданских и девять военнослужащих были ранены (в том числе смертельно) вне зон, защищаемых «Железным куполом».
По расчётам военных, только 25 % ракет, выпущенных по Израилю, представляли реальную угрозу людям или гражданским объектам — из-за низкой точности и нестабильной траектории некачественных конструкций снарядов.

## На вооружении
К концу 2011 года на вооружении Израиля находились три батареи.
В 2012 году на вооружении находились четыре батареи: «Идо́», «Базе́лет», «Бари́ах а-Даро́м» и «Доре́с».
Пятая батарея, иногда называемая «Аллилу́йя», была введена в строй в ходе военной операции «Облачный столп» в ноябре 2012 года. Эта батарея защищала Тель-Авив и его пригороды.
В июне 2012 года сообщалось о планах поставить на вооружение 6 дополнительных батарей при условии утверждения соответствующей финансовой поддержки Конгрессом США.
По состоянию на 15 июля 2014 года, к моменту начала операции «Нерушимая скала», на вооружении ПВО Израиля состояло 7 батарей. 11 июля 2014 года, на четвёртый день операции «Нерушимая скала», в срочном порядке и в боевом режиме была введена в строй восьмая батарея данной системы (введение в строй этой батареи ожидалось в конце 2014 — начале 2015 года). 15 июля 2014 года, тоже в срочном порядке и намного опережая запланированный график, была введена в строй девятая батарея этой системы. 
На 2021 год в Израиле было, как минимум, 10 действующих батарей системы. Каждая батарея состоит из трех пусковых установок, радиолокационной станции и центра управления огнем.

## Модификации
В октябре 2014 года на выставке Euronaval, проходившей в Париже, компания Rafael представила модификацию системы, предназначенную для морского базирования. Система использует радар наблюдения корабля и не требует выделенного радара управления огнём. Небольшие размеры позволяют интегрировать батарею ракет на малых судах, в том числе на небольших корветах или даже на морских нефтяных и газовых платформах.

## Экспорт
Особенностью «Железного купола» является небольшая территория, которую может защищать отдельная батарея — 100—150 квадратных километров. Поэтому эта система полезна для небольших стран. Так, по информации журнала The Economist систему приобрел город-государство Сингапур, а армия США приобрела 2 системы для защиты зарубежных баз.
Операторы:
- Сингапур[77].
- США — сухопутные войска США[77].

Планы:
- Азербайджан — контракт между Израилем и Азербайджаном был подписан в 2013 году; по состоянию на начало октября 2016 года, вооружение было готово к поставке в Азербайджан[78].
- Республика Корея — заместитель комиссии по закупкам вооружений проявил интерес к закупке системы во время своего визита в Израиль летом 2011 года[79][80][81]. Переговоры по вопросу закупки системы Южной Кореей активно продолжились и в 2012 году[82].

### Комментарии
1. ↑  «Хезболла» признана террористической организацией в Австралии, Австрии, Аргентине, Великобритании, Гватемале, Германии, Гондурасе, Израиле, Канаде, Колумбии, Литве, Нидерландах, Парагвае, Сербии, Словении, США, Чехии, Швейцарии, Эстонии. Военное крыло «Хезболлы» также признано террористической организацией в Европейском союзе, Новой Зеландии, Республике Косово и Франции.
2. ↑  ХАМАС признан террористической организацией Европейским союзом, Организацией американских государств и властями Аргентины, Австралии, Великобритании, Израиля, Канады, Новой Зеландии, Парагвая, США и Японии. Его деятельность также запрещена в Иордании и Египте.